# Маторін Антон Дмитрович
Антон Дмитрович Мато́рін (19 серпня 1911, Харків — 12 березня 1992, Харків) — український радянський архітектор; член Спілки архітекторів України з 1938 року.

## Біографія
Народився 6 [19] серпня 1911 року в місті Харкові (нині Україна). Протягом 1931—1932 років навчався у Харківському інженерно-будівеньному інституті; у 1936—1938 роках — Київському інженерно-будівеньному інституті. Працював у проєктних установах Харкова. Помер у Харкові 12 березня 1992 року.

## Архітектурна діяльність
Співавтор планування й забудови:
- міста Нової Каховки (1951—1955);
- житлових районів на Новомосковського шосе у Дніпропетровську (1952—1956);
- кварталів Орджонікідзевського району Харкова (1953—1959; разом з Н. Кірєєвою та Вірою Монтлевич);
- адміністративного будинку колишнього Міністерства чорної металургії УРСР у Дніпропетровську (1955—1958; разом з А. Нестеренком).

Співавтор генеральних планів Дніпродзержинська (1967—1970) та Змієва (1973).
У Харкові за проєктами архітектора побудовано житлові будинки на вулиці Григорія Сковороди, № 11–13 (співавтор Олексій Крикін), Університетській, № 37–39, проспекті Героїв Харкова, № 1, житловий масив Селекційної станції (1960—1964).
Автор низки теоретичних праць з питань архітектури.